# Hřensko
Hřensko (Duits: Herrnskretschen) is een kleine Tsjechische gemeente in de regio Ústí nad Labem en maakt deel uit van het district Děčín. Zij is gelegen in het noorden van Tsjechië, dicht bij de grens met Duitsland.
Zij ligt in het Boheems Zwitserland en is bereikbaar vanaf Děčín via de lokale weg 62 en 261.
Hřensko telt 361 inwoners. Hier mondt de rivier de Kamenice met diverse Gorges (kloven) in de Elbe uit. In Hřensko zijn vakwerkhuizen in Duitse stijl te vinden.

## Bestuurlijke indeling
Tot Hřensko behoort ook Mezná (Stimmersdorf) en Mezní Louka (Rainwiese).

## Bezienswaardigheden
- Pravčická brána, de grootste natuurlijke zandstenen brug van Europa
- Malà Pravčická brána, kleine zandstenen brug
- Kamnitzklamm

Arnoltice · 
Benešov nad Ploučnicí · 
Bynovec · 
Česká Kamenice · 
Děčín · 
Dobkovice · 
Dobrná · 
Dolní Habartice · 
Dolní Podluží · 
Dolní Poustevna · 
Doubice · 
Františkov nad Ploučnicí · 
Heřmanov · 
Horní Habartice · 
Horní Podluží · 
Hřensko · 
Huntířov · 
Chřibská · 
Janov · 
Janská · 
Jetřichovice · 
Jílové · 
Jiřetín pod Jedlovou · 
Jiříkov · 
Kámen · 
Krásná Lípa · 
Kunratice · 
Kytlice · 
Labská Stráň · 
Lipová · 
Lobendava · 
Ludvíkovice · 
Malá Veleň · 
Malšovice · 
Markvartice · 
Merboltice · 
Mikulášovice · 
Rumburk · 
Růžová · 
Rybniště · 
Srbská Kamenice · 
Staré Křečany · 
Starý Šachov · 
Šluknov · 
Těchlovice · 
Valkeřice · 
Varnsdorf · 
Velká Bukovina · 
Velký Šenov · 
Verneřice · 
Veselé · 
Vilémov